# روبرت غرافل
روبرت غرافل هو كاتب مسرحي وممثل كندي، ولد في 14 سبتمبر 1944 في مونتريال في كندا، وتوفي في 12 أغسطس 1996 في Saint-Gabriel-de-Brandon ‏ في كندا.

## وصلات خارجية
- روبرت غرافل على موقع IMDb (الإنجليزية)
- روبرت غرافل على موقع ألو سيني (الفرنسية)
- روبرت غرافل على موقع أول موفي (الإنجليزية)
- روبرت غرافل على موقع قاعدة بيانات الأفلام السويدية (السويدية)
- روبرت غرافل على موقع قاعدة بيانات الفيلم (الإنجليزية)
- روبرت غرافل على موقع كينوبويسك (الروسية)